# Streblosoma atos
Streblosoma atos är en ringmaskart som beskrevs av Hutcings och Murray 1984. Streblosoma atos ingår i släktet Streblosoma och familjen Terebellidae. Inga underarter finns listade i Catalogue of Life.